# RB Leipzig
Rasenballsport Leipzig is een Duitse voetbalclub uit Leipzig, Saksen. De club werd opgericht in mei 2009. De onstuimige groei van de club is te danken aan monetaire injecties van hoofdsponsor Red Bull. De inwoners van Leipzig waren eerst ook gekant tegen de ploeg, maar zijn dan toch voor de ploeg gaan supporteren omdat de economische kloof tussen Oost- en West-Duitsland nog steeds niet gedicht is en de clubs met een oude voetbaltraditie niet het geld hebben om zelf terug naar de top te klimmen.

## Geschiedenis
De club werd opgericht in mei 2009. Hoofdsponsor is Red Bull die een Duitse club wilde overnemen als onderdeel van hun marketingstrategie. Na enkele jaren van onderhandelen met verschillende clubs doorheen heel Duitsland, werd in 2009 een overeenkomst bereikt met een amateurclub bij Leipzig, waar ze in 2006 ook al begonnen waren met hun zoektocht. FC Sachsen Leipzig en Lokomotive Leipzig hebben sinds de hereniging van Duitsland geen voetbalgeschiedenis meer geschreven en in het Zentralstadion, dat verbouwd werd voor het WK 2006, waren er meer lege plaatsen dan gevulde. Toch nam Red Bull niet een van deze twee clubs over maar werd een nieuwe club opgericht. Vanwege de reglementen van de Duitse voetbalbond, die bedrijfsnamen in een clubnaam verbiedt (de enige uitzonderingen zijn clubs als Bayer 04 Leverkusen, FC Carl Zeiss Jena en SV Wacker Burghausen, die in het verleden zijn opgericht als bedrijfsvoetbalclub), kon de club niet Red Bull Leipzig heten, maar werd er voor RasenBallsport Leipzig (RB Leipzig) gekozen.

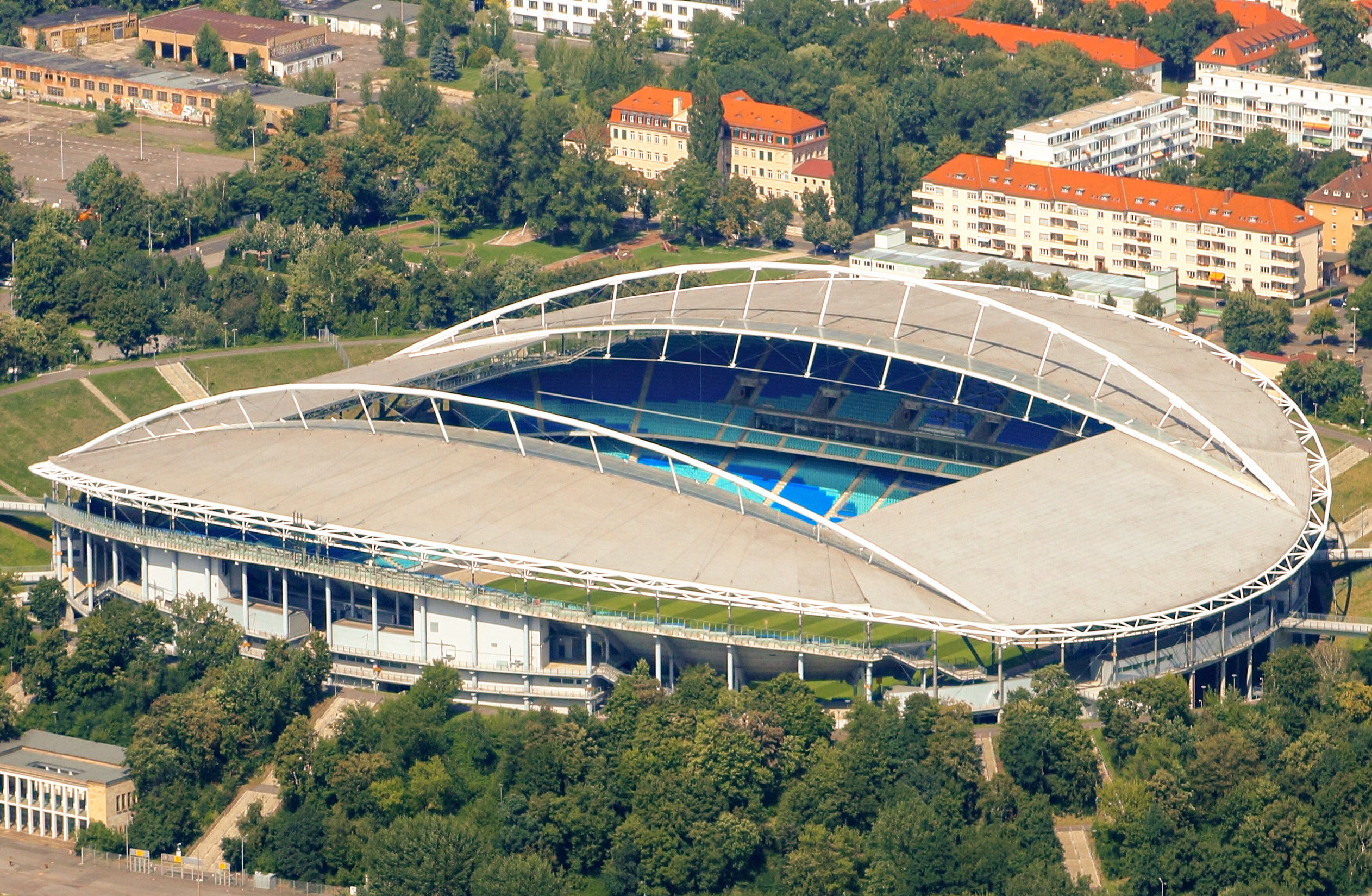
Het Zentralstadion, sinds 2010 Red Bull Arena, in Leipzig

RB Leipzig nam de licentie over van vijfdeklasser SSV Markranstädt en hoefde zo dus niet onderaan de voetballadder te beginnen. De club speelde het eerste seizoen nog in het stadion van Markranstädt en verhuisde in 2010 naar het Zentralstadion. SSV Markranstädt speelt sindsdien als RB Leipzig II in de bezirkliga Leipzig. Het doel van de club was om op tien jaar tijd naar de Bundesliga door te stoten, waar na de degradatie van Energie Cottbus in 2009-10 geen enkele club uit Oost-Duitsland meer speelde.
De club schoot goed uit de startblokken en bleef het niveau het hele seizoen volhouden. In de derby tegen Lokomotive Leipzig daagden er in het Zentralstadion 11.486 fans op, wat zeer hoog is voor de vijfde klasse. Het merendeel van de supporters stond echter aan de kant van Lokomotive. Op de 25ste speeldag stond de titel en een daaraan gekoppelde promotie naar de Regionalliga Nord al vast. In de Regionalliga bleek de tegenstand al meteen sterker te zijn met drie gelijke spelen op rij, maar deze werden gevolgd door drie overwinningen waardoor de club opnieuw aan de top kwam. RB bleef het goed doen, maar het was toch Chemnitzer FC dat de competitie domineerde, aan het einde van het eerste seizoen in de Regionalliga stond Leipzig op een respectabele vierde plaats. In het tweede seizoen streed de club lange tijd om de titel met Hallescher FC en Holstein Kiel en moest uiteindelijk genoegen nemen met een derde plaats.
In 2013 werd de Regionalliga uitgebreid naar vijf reeksen. RB nam van meet af aan de leiding en werd onder leiding van trainer-coach Alexander Zorniger overtuigend kampioen met veertien punten voorsprong op FC Carl Zeiss Jena. De uitbreiding van de Regionalliga betekende wel dat de kampioenen niet meer rechtstreeks konden promoveren. Leipzig moest tegen Sportfreunde Lotte van de Regionalliga West spelen. Voor 30.104 toeschouwers (een record voor een wedstrijd op het vierde niveau) kon RB de thuiswedstrijd met 2-0 winnen, de terugwedstrijd werd gelijkgespeeld waardoor de club weer promotie kon afdwingen.
In het seizoen 2013-2014 liep alles meteen van een leien dakje voor RB Leipzig. Na een goede start kwam het al snel op de tweede plaats, die recht gaf op rechtstreekse promotie naar 2. Bundesliga. RB Leipzig heeft die positie niet meer afgegeven tot aan het einde van seizoen. Op 3 mei 2014 verzekerde RB Leipzig zich van promotie naar 2.Liga door voor een recordaantal van 42.713 toeschouwers met 5-1 te winnen van 1.FC Saarbrücken. Die Roten Bullen deden zelf tot op de laatste speeldag mee voor de titel maar moesten nipt de duimen leggen voor 1. FC Heidenheim. Door de promotie komt er voor het eerst sinds 1998 een voetbalclub uit Leipzig uit in de tweede divisie in Duitsland.
De droom om snel in de eerste Bundesliga te komen kreeg net na de promotie een ferme knauw toen de licentie voor de tweede voetbalklasse geweigerd werd door DFL. Het clublogo van RB Leipzig verwijst volgens DFL te veel naar het merklogo van de frisdrankengigant Red Bull. Verder voldeed de club niet aan de eisen van de 51%-regel. De 51%-regel werd ingevoerd in de Duitse voetbalcompetities om ervoor te zorgen dat investeerders nooit een meerderheid kunnen krijgen bij een voetbalclub. Door aanpassingen te doen aan het clublogo en garanties te geven tot aanpassingen aan de structuur van de club werd uiteindelijk een licentie verkregen.
Op 8 mei 2016 verzekerde RB Leipzig zich met een 2-0-zege op Karlsruher SC van een plek bij de eerste twee in de 2. Bundesliga en daarmee promotie naar de Bundesliga. In zeven seizoenen werden vijf niveaus overstegen. De promotie betekende dat er voor het eerst sinds 1994 een club uit Leipzig op het hoogste niveau uit zou komen en voor het eerst sinds 2009 een club uit het voormalige Oost-Duitsland. De club nam een goede start met zeges en gelijke spellen en won dan acht wedstrijden op rij waardoor ze alleen aan de leiding kwamen. Op de veertiende speeldag werd de stormram gestopt, uitgerekend tegen rode lantaarn FC Ingolstadt 04 werd met het kleinste verschil verloren. Door een zware overwinning van Bayern München moest de club de leiding afstaan aan de Rekordmeister. Twee speeldagen later ging RB met 3-0 de boot in tegen Bayern en werd nu op achtervolgen aangewezen. Door enkele nederlagen op rij werd de kloof met Bayern groter maar na vier overwinningen op rij kon de club zich vijf speeldagen voor het einde al verzekeren van minstens de voorronde van de Champions League, twee speeldagen voor het einde was de Champions League echter al een zekerheid. De club werd derde in de groepsfase van de Champions League waardoor ze doorstroomden naar de 1/16 finale van de Europa League. De club bereikte uiteindelijk de kwartfinales en werd daar uitgeschakeld door Olympique Marseille. In de competitie leek de club het aanvankelijk even goed te doen maar de club eindigde uiteindelijk op een zesde plaats.
Tijdens het seizoen 2019-2020 verzekerde RB Leipzig zich, tijdens het door corona in Portugal georganiseerde Champions League eindtoernooi, door een 2-1 overwinning op Atlético Madrid van de halve finale van de Champions League. Op 18 augustus 2020 werd deze wedstrijd tegen Paris Saint-Germain met 0-3 verloren.

## Erelijst
| Nationaal            |    |            |
| DFB-Pokal            | 2× | 2022, 2023 |
| DFL-Supercup         | 1× | 2023       |
| Regionalliga Nordost | 1× | 2012/13    |
| Oberliga Nordost     | 1× | 2009/10    |

## Sponsoring
Sinds de oprichting in 2009 is Red Bull de vaste shirtsponsor. In 2009 werd de kledingsponsor Adidas. In 2014 veranderde dat naar Nike, en sinds medio 2024 is dit Puma.
| Periode   | Kledingsponsor | Shirtsponsor |
| --------- | -------------- | ------------ |
| 2009–2014 | adidas         | Red Bull     |
| 2014–2024 | Nike           | Red Bull     |
| 2024–     | Puma           | Red Bull     |

## Eerste elftal

### Selectie
| Nr.           | Naam                   | Nationaliteit   | Geb. datum | Sinds | Contract | Vorige club           |
| ------------- | ---------------------- | --------------- | ---------- | ----- | -------- | --------------------- |
| Doelmannen    |                        |                 |            |       |          |                       |
| 1             | Péter Gulácsi          | Hongarije       | 06-05-1990 | 2015  | 2026     | Red Bull Salzburg     |
| 25            | Leopold Zingerle       | Duitsland       | 10-04-1994 | 2023  | 2026     | Paderborn             |
| 26            | Maarten Vandevoordt    | België          | 26-02-2002 | 2024  | 2029     | KRC Genk              |
| Verdedigers   |                        |                 |            |       |          |                       |
| 3             | Lutsharel Geertruida   | Nederland       | 18-07-2000 | 2024  | 2029     | Feyenoord             |
| 4             | Willi Orban            | Hongarije       | 03-11-1992 | 2015  | 2027     | Kaiserslautern        |
| 5             | El Chadaille Bitshiabu | Frankrijk       | 16-05-2005 | 2023  | 2028     | PSG                   |
| 16            | Lukas Klostermann      | Duitsland       | 03-06-1996 | 2014  | 2028     | Bochum                |
| 17            | Ridle Baku             | Duitsland       | 08-04-1998 | 2025  | 2027     | Wolfsburg             |
| 19            | Kosta Nedeljković      | Servië          | 16-12-2005 | 2025  | 2026     | Aston Villa (gehuurd) |
| 22            | David Raum             | Duitsland       | 22-04-1998 | 2022  | 2027     | Hoffenheim            |
| 23            | Castello Lukeba        | Frankrijk       | 17-12-2002 | 2023  | 2028     | Lyon                  |
| 35            | Max Finkgräfe          | Duitsland       | 27-03-2004 | 2025  | 2030     | Köln                  |
| 39            | Benjamin Henrichs      | Duitsland       | 23-02-1997 | 2021  | 2028     | Monaco                |
| -             | Tim Köhler             | Duitsland       | 02-05-2005 | 2024  | 2026     | eigen jeugd           |
| Middenvelders |                        |                 |            |       |          |                       |
| 6             | Ezechiel Banzuzi       | Nederland       | 16-02-2005 | 2025  | 2030     | OHL                   |
| 7             | Antonio Nusa           | Noorwegen       | 17-04-2005 | 2024  | 2029     | Club Brugge           |
| 8             | Amadou Haidara         | Mali            | 31-01-1998 | 2019  | 2026     | Red Bull Salzburg     |
| 10            | Xavi Simons            | Nederland       | 21-04-2003 | 2025  | 2027     | PSG                   |
| 13            | Nicolas Seiwald        | Oostenrijk      | 04-05-2001 | 2023  | 2028     | Red Bull Salzburg     |
| 14            | Christoph Baumgartner  | Oostenrijk      | 01-08-1999 | 2023  | 2028     | Hoffenheim            |
| 18            | Arthur Vermeeren       | België          | 07-02-2005 | 2025  | 2029     | Atlético Madrid       |
| 20            | Assan Ouédraogo        | Duitsland       | 09-05-2006 | 2024  | 2029     | Schalke               |
| 24            | Xaver Schlager         | Oostenrijk      | 28-09-1997 | 2022  | 2026     | Wolfsburg             |
| 33            | Andrija Maksimović     | Servië          | 05-06-2007 | 2025  | 2030     | Rode Ster             |
| 42            | Joyeux Masanka Bungi   | België          | 24-01-2007 | 2024  | 2027     | eigen jeugd           |
| 44            | Kevin Kampl            | Slovenië        | 09-10-1990 | 2017  | 2026     | Bayer Leverkussen     |
| 45            | Eljif Elmas            | Noord-Macedonië | 24-09-1999 | 2024  | 2028     | Napoli                |
| 47            | Viggo Gebel            | Duitsland       | 22-11-2007 | 2024  | 2028     | eigen jeugd           |
| Aanvallers    |                        |                 |            |       |          |                       |
| 9             | Johan Bakayoko         | België          | 20-04-2003 | 2025  | 2030     | PSV                   |
| 11            | Loïs Openda            | België          | 16-02-2000 | 2023  | 2028     | RC Lens               |
| 27            | Tidiam Gomis           | Frankrijk       | 08-08-2006 | 2025  | 2029     | Caen                  |
| 36            | Timo Werner            | Duitsland       | 06-03-1996 | 2022  | 2026     | Chelsea               |
| 37            | André Silva            | Portugal        | 06-11-1995 | 2021  | 2026     | Frankfurt             |
| 40            | Rômulo                 | Brazilië        | 08-02-2002 | 2025  | 2030     | Göztepe               |
| 49            | Yan Diomande           | Ivoorkust       | 14-11-2006 | 2025  | 2030     | Leganés               |

Laatste update: 6 augustus 2025

### Staf 2024/25
| Functie           | Naam              | Sinds | Contract | Vorige club                 |
| ----------------- | ----------------- | ----- | -------- | --------------------------- |
| Hoofdtrainer      | Marco Rose        | 2022  | 2026     | Borussia Dortmund           |
| Assistent-trainer | Frank Geideck     | 2022  | 2025     | Borussia Mönchengladbach II |
| Assistent-trainer | Marco Kurth       | 2022  | 2025     | Leipzig –19                 |
| Assistent-trainer | Alexander Zickler | 2022  | 2025     | Borussia Dortmund           |
| Keeperstrainer    | Frederik Gößling  | 2015  | 2026     | Greuther Fürth              |

Laatste update: 19 juni 2024

## Overige elftallen

### RB Leipzig II
Het tweede elftal startte in 2010 en nam een groot deel van de spelers over van ESV Delitzsch alsook de startplaats in de Bezirksliga. Op de voorlaatste speeldag werd de titel behaald. Er werd gedacht dat RB II de Oberligaplaats van het failliete Sachsen Leipzig zou overnemen, ze steeg gewoon één klasse, naar de Sachsenliga. Voorlopig speelde de club nog steeds op de terreinen van ESV Delitzsch. Het tweede elftal werd in het seizoen 2013/2014 kampioen van de Sachsenliga en promoveerde naar de Oberliga. Het team werd direct kampioen in de Oberliga en kwam in het seizoen 2015/2016 uit in de Regionalliga Nordost. In 2017 werd de club vierde maar na dit seizoen hield het tweede elftal op te bestaan. De laatste jaren gebeurt het vaker dat grotere clubs geen tweede elftal meer in de competitie opstellen.

## Overzichtslijsten
| Niveau | Aantal | Periode (2009-2026) |
| ------ | ------ | ------------------- |
| I      | 10     | 2016-....           |
| II     | 2      | 2014-2016           |
| III    | 1      | 2013-2014           |
| IV     | 3      | 2010-2013           |
| V      | 1      | 2009-2010           |

### Eindklasseringen sinds 2010
- 2010 1e
Oberliga
- 2011 4e
Regionalliga
- 2012 3e
Regionalliga
- 2013 1e
Regionalliga
- 2014 2e
3. Liga
- 2015 5e
2. Bundesliga
- 2016 2e
2. Bundesliga
- 2017 2e
Bundesliga
- 2018 6e
Bundesliga
- 2019 3e
Bundesliga
- 2020 3e
Bundesliga
- 2021 2e
Bundesliga
- 2022 4e
Bundesliga
- 2023 3e
Bundesliga
- 2024 4e
Bundesliga
- 2025 7e
Bundesliga

- Niveau 1
- Niveau 2
- Niveau 3
- Niveau 4
- Niveau 5

| Legenda niveautijdlijn | Legenda niveautijdlijn      | Legenda niveautijdlijn      | Legenda niveautijdlijn      | Legenda niveautijdlijn    | Legenda niveautijdlijn |
| Liga                   | Seizoen 1963/64 t/m 1973/74 | Seizoen 1974/75 t/m 1993/94 | Seizoen 1994/95 t/m 2007/08 | Seizoen 2008/09 tot heden | Opmerking              |
| ---------------------- | --------------------------- | --------------------------- | --------------------------- | ------------------------- | ---------------------- |
| Bundesliga             | Niveau I                    | Niveau I                    | Niveau I                    | Niveau I                  |                        |
| 2. Bundesliga          | --                          | Niveau II                   | Niveau II                   | Niveau II                 |                        |
| 3. Liga                | --                          | --                          | --                          | Niveau III                |                        |
| Regionalliga           | Niveau II                   | --                          | Niveau III                  | Niveau IV                 |                        |
| Oberliga               | --                          | Niveau III *                | Niveau IV                   | Niveau V                  | * vanaf 1978/79        |

### Seizoensoverzichten
| Resultaten van RB Leipzig sinds de toetreding in het betaald voetbal in 2009 | Resultaten van RB Leipzig sinds de toetreding in het betaald voetbal in 2009 | Resultaten van RB Leipzig sinds de toetreding in het betaald voetbal in 2009 | Resultaten van RB Leipzig sinds de toetreding in het betaald voetbal in 2009 | Resultaten van RB Leipzig sinds de toetreding in het betaald voetbal in 2009 | Resultaten van RB Leipzig sinds de toetreding in het betaald voetbal in 2009 | Resultaten van RB Leipzig sinds de toetreding in het betaald voetbal in 2009 | Resultaten van RB Leipzig sinds de toetreding in het betaald voetbal in 2009 | Resultaten van RB Leipzig sinds de toetreding in het betaald voetbal in 2009 | Resultaten van RB Leipzig sinds de toetreding in het betaald voetbal in 2009 | Resultaten van RB Leipzig sinds de toetreding in het betaald voetbal in 2009 | Resultaten van RB Leipzig sinds de toetreding in het betaald voetbal in 2009 | Resultaten van RB Leipzig sinds de toetreding in het betaald voetbal in 2009 |
| Seizoen                                                                      | Competitie                                                                   | Competitie                                                                   | Competitie                                                                   | Competitie                                                                   | Competitie                                                                   | Competitie                                                                   | Competitie                                                                   | Competitie                                                                   | Competitie                                                                   | Kwalificatie                                                                 | DFB-Pokal                                                                    | Bijzonderheid                                                                |
| Seizoen                                                                      | Divisie                                                                      | GW                                                                           | W                                                                            | G                                                                            | V                                                                            | PNT                                                                          | DV                                                                           | DT                                                                           | POS                                                                          | Kwalificatie                                                                 | DFB-Pokal                                                                    | Bijzonderheid                                                                |
| ---------------------------------------------------------------------------- | ---------------------------------------------------------------------------- | ---------------------------------------------------------------------------- | ---------------------------------------------------------------------------- | ---------------------------------------------------------------------------- | ---------------------------------------------------------------------------- | ---------------------------------------------------------------------------- | ---------------------------------------------------------------------------- | ---------------------------------------------------------------------------- | ---------------------------------------------------------------------------- | ---------------------------------------------------------------------------- | ---------------------------------------------------------------------------- | ---------------------------------------------------------------------------- |
| 2009/10                                                                      | Oberliga Nordost                                                             | 30                                                                           | 26                                                                           | 2                                                                            | 2                                                                            | 80                                                                           | 74                                                                           | 17                                                                           | 1e                                                                           | Rechtstreekse promotie                                                       | Niet gekwalificeerd                                                          | –                                                                            |
| 2010/11                                                                      | Regionalliga Nord                                                            | 34                                                                           | 18                                                                           | 10                                                                           | 6                                                                            | 64                                                                           | 57                                                                           | 29                                                                           | 4e                                                                           | –                                                                            | Niet gekwalificeerd                                                          | Winnaar Sachsenpokal                                                         |
| 2011/12                                                                      | Regionalliga Nord                                                            | 34                                                                           | 22                                                                           | 7                                                                            | 5                                                                            | 73                                                                           | 71                                                                           | 30                                                                           | 3e                                                                           | –                                                                            | 2e ronde                                                                     | –                                                                            |
| 2012/13                                                                      | Regionalliga Nordost                                                         | 30                                                                           | 21                                                                           | 9                                                                            | 0                                                                            | 72                                                                           | 65                                                                           | 22                                                                           | 1e                                                                           | Promotie poule                                                               | Niet gekwalificeerd                                                          | Winnaar Sachsenpokal                                                         |
| 2013/14                                                                      | 3. Liga                                                                      | 38                                                                           | 24                                                                           | 7                                                                            | 7                                                                            | 79                                                                           | 65                                                                           | 34                                                                           | 2e                                                                           | Rechtstreekse promotie                                                       | 1e ronde                                                                     | –                                                                            |
| 2014/15                                                                      | 2. Bundesliga                                                                | 34                                                                           | 13                                                                           | 11                                                                           | 10                                                                           | 50                                                                           | 39                                                                           | 31                                                                           | 5e                                                                           | –                                                                            | 3e ronde                                                                     | –                                                                            |
| 2015/16                                                                      | 2. Bundesliga                                                                | 34                                                                           | 20                                                                           | 7                                                                            | 7                                                                            | 67                                                                           | 54                                                                           | 32                                                                           | 2e                                                                           | Rechtstreekse promotie                                                       | 2e ronde                                                                     | –                                                                            |
| 2016/17                                                                      | Bundesliga                                                                   | 34                                                                           | 20                                                                           | 7                                                                            | 7                                                                            | 66                                                                           | 39                                                                           | 67                                                                           | 2e                                                                           | Champions League                                                             | 1e ronde                                                                     | –                                                                            |
| 2017/18                                                                      | Bundesliga                                                                   | 34                                                                           | 15                                                                           | 8                                                                            | 11                                                                           | 57                                                                           | 53                                                                           | 53                                                                           | 6e                                                                           | Europa League                                                                | 2e ronde                                                                     | –                                                                            |
| 2018/19                                                                      | Bundesliga                                                                   | 34                                                                           | 19                                                                           | 9                                                                            | 6                                                                            | 63                                                                           | 29                                                                           | 66                                                                           | 3e                                                                           | Champions League                                                             | Finalist                                                                     | –                                                                            |
| 2019/20                                                                      | Bundesliga                                                                   | 34                                                                           | 18                                                                           | 12                                                                           | 4                                                                            | 66                                                                           | 81                                                                           | 37                                                                           | 3e                                                                           | Champions League                                                             | Achtste finale                                                               | –                                                                            |
| 2020/21                                                                      | Bundesliga                                                                   | 34                                                                           | 19                                                                           | 8                                                                            | 7                                                                            | 65                                                                           | 60                                                                           | 32                                                                           | 2e                                                                           | Champions League                                                             | Finalist                                                                     | –                                                                            |
| 2021/22                                                                      | Bundesliga                                                                   | 34                                                                           | 17                                                                           | 7                                                                            | 10                                                                           | 58                                                                           | 72                                                                           | 37                                                                           | 4e                                                                           | Champions League                                                             | Winnaar                                                                      | –                                                                            |
| 2022/23                                                                      | Bundesliga                                                                   | 34                                                                           | 20                                                                           | 6                                                                            | 8                                                                            | 23                                                                           | 64                                                                           | 41                                                                           | 3e                                                                           | Champions League                                                             | Winnaar                                                                      | –                                                                            |
| 2023/24                                                                      | Bundesliga                                                                   | 34                                                                           | 19                                                                           | 8                                                                            | 7                                                                            | 65                                                                           | 77                                                                           | 39                                                                           | 4e                                                                           | Champions League                                                             | 2e ronde                                                                     | Winnaar DFL-Supercup                                                         |
| 2024/25                                                                      | Bundesliga                                                                   | 34                                                                           |                                                                              |                                                                              |                                                                              |                                                                              |                                                                              |                                                                              | e                                                                            |                                                                              | halve inale                                                                  |                                                                              |

### RB Leipzig in Europa
RB Leipzig speelt sinds 2017 in diverse Europese competities. Hieronder staan de competities en in welke seizoenen de club deelnam:
- Champions League (7x)

2017/18, 2019/20, 2020/21, 2021/22, 2022/23, 2023/24, 2024/25
- Europa League (3x)

2017/18, 2018/19, 2021/22
Bijzonderheden Europese competities:
| Bijzonderheid                 | Datum      | Tegenstander       | Uitslag | Plaats     | Naam               | Aantal |
| ----------------------------- | ---------- | ------------------ | ------- | ---------- | ------------------ | ------ |
| Grootste overwinning          | 24-11-2021 | Club Brugge        | 5–0     | Brugge     |                    |        |
| Grootste nederlaag            | 14-03-2023 | Manchester City FC | 0–7     | Manchester |                    |        |
| Speler met meeste wedstrijden | 13-12-2023 |                    |         |            | Emil Forsberg      | 62     |
| Speler met meeste doelpunten  | 02-11-2022 |                    |         |            | Christopher Nkunku | 15     |

UEFA Club Ranking: 13 (07-08-2024)

### Bekende (oud-)Roten Bullen
- Johan Bakayoko
- Brian Brobbey
- Emil Forsberg
- Lutsharel Geertruida
- Péter Gulácsi
- Benjamin Henrichs
- Kevin Kampl
- Naby Keïta
- Joshua Kimmich
- Ibrahima Konaté
- Konrad Laimer
- Christopher Nkunku
- Dani Olmo
- Willi Orban
- David Raum
- Ante Rebić
- Marcel Sabitzer
- André Silva
- Xavi Simons
- Dominik Szoboszlai
- Dayot Upamecano
- Timo Werner

### Topscorers
- 2009/10:  Jochen Höfler (14)
- 2010/11:  Daniel Frahn (16)
- 2011/12:  Daniel Frahn (26)
- 2012/13:  Daniel Frahn (20)
- 2013/14:  Daniel Frahn (19)
- 2014/15:  Yussuf Poulsen (11)
- 2015/16:  Davie Selke (10)
- 2016/17:  Timo Werner (21)
- 2017/18:  Timo Werner (13)
- 2018/19:  Timo Werner (16)
- 2019/20:  Timo Werner (28)
- 2020/21:  Marcel Sabitzer (8)
- 2021/22:  Christopher Nkunku (20)
- 2022/23:  Christopher Nkunku (16)
- 2023/24:  Loïs Openda (24)

### Trainers
- 2009–2010:  Tino Vogel
- 2010–2011:  Tomas Oral
- 2011–2012:  Peter Pacult
- 2012–2015:  Alexander Zorniger
- 0000–2015:  Achim Beierlorzer (a.i.)
- 2015–2016:  Ralf Rangnick
- 2016–2018:  Ralph Hasenhüttl
- 2018–2019:  Ralf Rangnick
- 2019–2021:  Julian Nagelsmann
- 202100000:  Jesse Marsch
- 202100000:  Achim Beierlorzer (a.i.)
- 2021–2022:  Domenico Tedesco
- 2022–2025:  Marco Rose
- 0000–heden:  Zsolt Lőw (a.i.)